# Polygala aspalatha
Polygala aspalatha är en jungfrulinsväxtart som beskrevs av Carl von Linné. Polygala aspalatha ingår i släktet jungfrulinssläktet, och familjen jungfrulinsväxter. Inga underarter finns listade i Catalogue of Life.